# انتخابات الرئاسة المنغولية 1993
انتخابات الرئاسة المنغولية 1993 هي الانتخابات الرئاسية التي جرت في 6 يونيو 1993، في منغوليا، لانتخاب رئيس منغوليا، فاز بالانتخابات بونسالماغيين أوتشيربات.